# Hutków
Hutków – wieś w Polsce, położona w województwie lubelskim, w powiecie zamojskim, w gminie Krasnobród.
W latach 1975–1998 miejscowość administracyjnie należała do województwa zamojskiego.
Wieś jest sołectwem w gminie Krasnobród. Według Narodowego Spisu Powszechnego z roku 2011 wieś liczyła 413 mieszkańców.
Wierni Kościoła rzymskokatolickiego należą do parafii Nawiedzenia Najświętszej Maryi Panny w Krasnobrodzie.

## Części wsi
| SIMC    | Nazwa         | Rodzaj    |
| ------- | ------------- | --------- |
| 0891230 | Budy          | część wsi |
| 0891246 | Mieciowa Góra | część wsi |

## Historia
Hutków także Chutków, wieś w powiecie zamojskim, ówczesnej gminie Suchowola, parafii Krasnobród, odległy od Zamościa wiorst 19 i od Tomaszowa wiorst 23, graniczy w drugiej połowie XIX wieku z powiatem tomaszowskim. W roku 1882 posiadał 66 osad włościańskich, mieszkańców 519, w głównej mierze katolików – 499 osób, prawosławnych 9 i żydów 11, ziemi włościańskiej 793 mórg.